# Coriolei
Coriolei (in somalo Qoryooley, in arabo ) è una città della Somalia con circa 62.700 abitanti situata nella regione di Basso Scebeli, è capoluogo della provincia omonima.
Fino al 2014 la città era in mano al gruppo islamista Al-Shabaab. Il 22 marzo 2014, Coriolei è stata conquistata dall'esercito somalo e dalle truppe dell'Unione africana 